# Eva Burrows
Eva Evelyn Burrows, född 15 september 1929 i Australien, död 20 mars 2015 i Melbourne, var Frälsningsarméns 13:e general (1986–1993).